# Коммунар (Самарская область)
Коммунар — посёлок в Большеглушицком районе Самарской области в составе сельского поселения Мокша. 

## География
Находится на расстоянии примерно 30 километров по прямой на север-северо-запад от районного центра села Большая Глушица.

## Население
Постоянное население составляло 121 человек (русские 86%) в 2002 году, 85 в 2010 году.